# Производство на компютри в България
Производството на компютри е исторически дял на електронната промишленост в България, развил се бурно през 1970 – 1980-те години, но бързо залязъл през 1990-те след прехода към пазарна икономика.
Развитието му в рамките на плановата икономика е пример за извършването на целенасочени капиталовложения и развитие на нов промишлен сектор от страна на държавата, за голямата роля на СИВ в осигуряването на пазари и за насърчавана от страна на държавата политика на копиране.

## Терминология
По исторически причини в източници от периода, както и в по-късни мемоари се използват специализирани термини, които в днешно време са еволюирали. Например „електронно-изчислителна машина“ (ЕИМ) вместо компютър, запаметяващи устройства (ЗУ) на магнитен диск (ЗУМД) вместо твърд диск и т.н. В официалните документи отрасълът се нарича „производство на изчислителна техника“, като включва не само компютрите, но и всички техни възли, градивни елементи, периферни устройства, както и други апарати като калкулатори и пишещи машини, наричани общо „организационна техника“.

## История
Началото на българската електронна изчислителна техника се свързва с първия Изчислителен център при Института по математика на БАН (ИМ с ИЦ), основан през пролетта на 1961 г. и създадения там първи български компютър Витоша. От центъра израства Централният институт по изчислителна техника (ЦИИТ), където се ражда първият български електронен калкулатор „ЕЛКА 6521“ и през 1965 г. завод „Електроника“ в София започва серийното му производство. От 1967 г., в новосъздадения Завод за изчислителна техника на базата на внедрен японски лиценз започва серийно производство на ЗИТ-151 – първата ЕИМ от т.нар. второ поколение – изградена изцяло от полупроводникови електронни компоненти. При внедряването вносните елементи са заменени с български, произведени в Завода за полупроводници – Ботевград. ЗИТ-151 е основната машина в Териториалните информационно-изчислителни центрове (ТИИЦ) за обработка на информация за научни и стопански нужди. Произведени и монтирани в ТИИЦ са 20 броя машини, което е крачка в автоматизацията на администрацията и инженерната дейност, с което България изпреварва много от останалите държави от СИВ. Успехът с производството на Елка и ЗИТ-151 са предпоставки за последвалата българска специализация в производството на компютри и периферия в рамките на СИВ.

### Специализация в СИВ
До 1969 г. в страните от СИВ се произвеждат около 30 различни модела компютри, несъвместими помежду си хардуерно и софтуерно, а наборът от периферни устройства към тях е силно ограничен. Затова през 1969 г. е сключено „Споразумение за сътрудничество в областта на разработките, производството и приложението на ЕИТ“, с което се създават хардуерно и софтуерно съвместими компютри (т.нар. Единна система от електронноизчислителни машини (ЕС ЕИМ или „РЯД“)), по подобие на компютрите от 360-а и 370-а серия на IBM. Друга единна серия е СМ, миникомпютри, съвместими с компютри на DEC. Според споразумението България получава специализация за производство на 4 изделия: централни процесори за ЕИМ „Р-20“, запаметяващи устройства (ЗУ) на магнитен диск (ЗУМД), на магнитна лента (ЗУМЛ) и сменяеми пакети магнитни дискове за ЗУМД. Създава се Междуправителствена комисия (МПК) по електронно-изчислителна техника начело с Михаил Раковский – заместник-председател на ГОСПЛАН на СССР, а България е представена от Иван Попов. В комисията участват СССР, България, ГДР, Полша, Унгария и Чехословакия, по-късно се присъединяват Куба и Румъния. Цели се широко коопериране в производството на пасивни и активни градивни елементи и на периферни устройства, така че да се постигне пълна техническа, информационна и програмна съвместимост.
При големите машини България участва в разработката на ЕС 1020 съвместно с НИИЭВМ (Научно-исследовательский институт электронных вычислительных машин) Минск – ЕИМ от трето поколение, функционално съвместима с IBM 360/30, изградена с интегрални схеми (ИС) с ниска степен на интеграция. В ЗИТ се внедрява за производство централен процесор ЕС 2020, както и управляващи възли (контролери) за периферните устройства (външни ЗУМД ЕС 5052 с капацитет 7,25 MB производство на ЗЗУ – Ст. Загора и външни ЗУМЛ ЕС 5612, производство на ЗЗУ – Пловдив). По-късно се внедрява ЕС 1022 с разширени възможности и се разработва и внедрява ЕС 1035, с 14 пъти по-висока производителност от ЕС 1020. Разработен е и матричен процесор ЕС 2335, който осигурява високоскоростна обработка на данни. Работейки като периферен процесор към ЕС 1035, той дава възможност за намаляване на времето за решаване на задачите от 10 до 100 пъти. Към тази машина е възможно да се включи хардуер и софтуер от подсистемата „ЕСТЕЛ“ за дистанционна обработка на данни, осигуряваща връзка по телефонна или телеграфна линия и разширяваща възможността за ползване на компютъра. Възможностите на ЕС 1035 се разширяват и от новите външни твърди дискове на ДЗУ с голям обем на паметта, кратко време за достъп и висока скорост на предаване на данните: ЕС 5067 – 02 с 2х100 MB и ЕС 5067 (200 MB).
Други български изделия са подсистеми за ЗУМД (управление плюс 6 бр. ЗУ – 7 MB или 29 MB) и подсистеми за ЗУМЛ (управляващ блок плюс 6 бр. периферни ЗУ), предназначени за компютрите от системата ЕС, произвеждани в СССР, Унгария (ЕС 1010), ГДР (Германска демократична република) (ЕС 1040) и България (ЕС 1020).
През 1987 г. ЕС 1037 е първата българска машина от 4 поколение с производителност на процесора 2 милиона операции в секунда (2 мегафлопа). Същата година влиза в редовно производство ИЗОТ 1014 Е (ЕС 2709), български суперкомпютър със средна производителност 1,2 милиона операции в секунда (1,2 мегафлопа), според Стоян Марков значително изпреварил съветските машини.

### Персонални компютри
От края на 70-те години до края на 80-те години на ХХ век по цял свят се развиват информационните технологии и необходимият за тях хардуер и софтуер. Началото на разработването на български микрокомпютри започва през 1979 г. Първоначалните модели ИМКО (Индивидуален Микро Компютър) са разработени и произведени от ИТКР (Институт по Техническа Кибернетика и Роботика) към БАН през 1980 г. само в 3 броя. През 1982 г. ИМКО-2 е внедрен в завода в град Правец. Там машината е преименувана на „Правец 82“ и става основа за навлезлите по-късно 8-битови български персонални компютри, произвеждани серийно. През април 1983 г. е утвърдено производството на първите 500 броя Правец 82. През 1984 г. започва и производството на компютрите от серията Правец 16. През септември 1985 Приборостроителен завод – Правец е преобразуван в Научно-производствен комбинат по микропроцесорна техника, състоящ се от три завода и БРВ. Изгражда се производствената база, а в сътрудничество с ИТКР се разработват нови системи, включително роботизирани. Към края на 1986 г. вече има двойно повече произведена продукция на годишна база и предприятието влиза в състава на СО „Микропроцесорни системи“. Към края на 1987 г. производствената база в Правец се състои от Завод за печатни платки, Завод за микрокомпютри и системи, Завод за механична комплектация и софтуерна къща. Новосъздаденият Институт по микропроцесорна техника разработва нови системи. Създадена е и сервизна мрежа из цялата страна.

### Елементна база
Докато първият компютър Витоша работи с електронни лампи, бурният напредък в микроелектрониката през 60 – 70 години преобразява елементната база и електронните елементи вече се монтират върху печатни платки. В самото начало отделните компоненти се свързват с проводници (т.нар. обемен монтаж с дискретни елементи). С напредъка на микроелектрониката размерът на индивидуалните градивни елементи намалява, намаляват се работните напрежения и разсейваните мощности и се преминава към повърхностен монтаж първоначално върху едностранно фолиран гетинакс или текстолит, а по-късно върху двойно фолиран гетинакс и към многослойни платки със значително повишени монтажни и контактни възможности.
Българската микроелектроника се развива основно в Завода за полупроводници в Ботевград, където се произвеждат дискретни полупроводникови елементи, отначало германиеви, а по-късно силициеви транзистори. Усвоява се производството и на интегрални схеми. Въпреки тази частична осигуреност с градивни елементи, не са развити важни производства и за тях се разчита главно на внос от другите социалистически страни или от Запад. Освен това липсват основни суровини и материали, продукти на химическата и металургичната промишленост, които също се налага да се внасят.
В средата на 1980-те електронната промишленост на Източния блок започва да изостава. Не всички компоненти на използваните от България микропроцесорни фамилии имат източен аналог, появяват се цели фамилии без аналог, появяват се първите програмируеми матрици (PAL) и гъстотата на логическите елементи се увеличава. С появата на печатните платки с повърхностен монтаж се оказва, че изискването за не повече от 4% западни елементи става невъзможно за постигане. Все повече градивни елементи се купуват от западни фирми, но този вид стоки са под ембарго. Това прави производството нередовно и увеличава разходите. Подобно е положението с дискове, флопи устройства, принтери, монитори. Затова през 1986 г. се решава персоналните компютри да се произвеждат само в Правец и валутните разходи за производство на компютри да се съсредоточат там.

### Модели
Първият български компютър е Витоша, разработен в края на 1961 г. и въведен в експлоатация в началото на 1962 г. Изпълнението е с електронни лампи.
От 1967 до 1971 г. се произвежда ЗИТ-151 – мейнфрейм компютър по лиценз от Facom 230 – 30 на Fujitsu. Изпълнен е с полупроводникови електронни елементи, голяма част от които български.
В периода след 1971 г. се произвеждат ЕС ЕИМ от първо поколение, съвместна българо-съветска разработка: ЕС 1020 и подобрен вариант ЕС 1020Б, ЕС 1030, ЕС 1040, както и от второ поколение: ЕС 1035 с подобрен вариант ЕС 1035Б, ЕС 1037. През 1971 г. ЕС 1020 е демонстрирана на панаира в Пловдив. През 70-те и 80-те години на XX век България произвежда компютри от единната серия: ЕС 1020, ЕС 1022, ЕС 1035, ЕС 1037, ЕС 2709 (ИЗОТ 1014), както и голям брой периферни устройства. Сред българските разработки са и миникомпютрите CM 1426 (ИЗОТ 1054C), CM 1706 (ИЗОТ 1055С), CM 1504 (ИЗОТ 1056С).
В периода 1979 – 1980 г. се преминава към производство на компютърни системи (наричани тогава проблемно ориентирани комплекси – ПОК). Такива са например ПОК геология (ЕС 1035Б и специализиран матричен процесор ЕС 2335); ПОК база за управление на големи складови комплекси (ЕСТЕЛ 4 и ЕС 1035Б); ПОК ИНФОРГ за справочна информация и регистрираща дейност (СМ 4) и редица други.
През 1980 г. в ИТКР е създаден ИМКО-1, първият български персонален компютър. Следва ИМКО-2, който се превръща в Правец-82 и през 1983 г. започва серийното производство на 8-битовите компютри от серията Правец. Тези модели следват компютърната архитектура на Apple.
В периода 1983 – 1984 г. в ДСО ИЗОТ се разработват два IBM съвместими персонални компютъра – ИЗОТ 1036С и ИЗОТ 1037С. Изот 1036C е функционално съвместим с IBM PC и е базиран на 16-битовия микропроцесор i8086, ИЗОТ 1037С е точен аналог (копие) на IBM PC/XT и е базиран на 16-битовия микропроцесор i8088 (с 8-битова шина за данни). Серийното им производство започва през 1985 г. първоначално в завод „Електроника“, София. През 1986 г. производството на двата компютъра е прехвърлено в ЗЗУ, Велико Търново. Успоредно с това през 1984 започва и разработката на компютрите от серията Правец 16 – точен аналог (копие) на IBM PC/XT, с процесори Intel 8088. Първоначално е разработен под името „ИМКО-4“.
В края на 1986 г. се създава ИМПТ (Институт по Микропроцесорни Технологии) към КМТ Правец и на ИЗОТ е забранено да проектира и произвежда персонални компютри. Целта на тази реорганизация е да се намалят разходите за производство, като то се съсредоточи в Правец. В резултат на тази забрана през 1987 г. ЗЗУ-Велико Търново спира производството на ИЗОТ 1036С (ЕС 1831), пререгистрира ИЗОТ 1037С (ЕС 1832) като интелигентен терминал ЕС 8531. М2 и продължава да произвежда персонални компютри до началото на 90-те години.

## Стопански организации
По времето на социализма секторът на изчислителната техника, както и цялата икономика на България, се подчинява на законите на плановата икономика. Основните производствени цели в национален мащаб се поставят в рамките на петилетни планове, приемани на конгресите на БКП. Финансирането е централно от държавния бюджет и предприятията често получават субсидии (дотации). Ръководството на промишлеността има йерархична структура (министерство – държавни стопански обединения (ДСО) – завод/институт), а стратегията за перспективите и развитието на сектора се разработва от ДКНТП. Ръководните постове по веригата са част от номенклатурата, а всички производствени решения в голяма степен зависят от организациите на БКП на различните нива.

### Основни заводи
Заводите и предприятията за изчислителна техника са разпределени на: 1) заводи за градивни елементи; 2) заводи за големи възли, които могат да се продават и като отделни изделия; 3) заводи за крайни изделия и комплексни системи. Според Боянов технологичното им оборудване е на високо, дори световно ниво. Почти всички машини, технологични линии, комплектни съоръжения са внос от най-добрите световни фирми. Производството на компютри е насочено основно в три направления: мейнфрейм компютри; мини и персонални компютри; периферни устройства (дискови и лентови системи). Общо в областта на компютърната техника работят над 30 завода.
Първите заводи са изградени и оборудвани за производство на ЗИТ-151 по лиценз от Япония: Завод за изчислителна техника (ЗИТ) в София и Завод за запаметяващи устройства (ЗЗУ-ВТ) във Велико Търново. Повечето градивни елементи са вносни; българско изделие е единствено шкафът с оперативната и постоянната памет на ЕИМ, произвеждана в ЗЗУ–ВТ. От Япония са доставени всички контролно-измервателни уреди, тестваща апаратура, електронни и монтажни материали за производството на опитните образци. При изграждането на цеховете се ползва опит на предприятия в Япония и САЩ, създаващи най-добри ергономични условия за работещите и гъвкавост при промени в производството.
Натрупаният опит от производството на ЗИТ-151 е пренесен малко по-късно в новите мощности, изградени в системата на ДСО „Изот“ през 1969 – 1970 г. за изпълнение на задълженията по линия на СИВ: Завод за магнитни дискови пакети (Пазарджик), Завод за инструментална екипировка и нестандартно оборудване (Шумен), Завод за печатни платки (Русе), Завод за периферни устройства (Стара Загора), Завод за запаметяващи устройства (Пловдив), Завод за механични конструкции (Благоевград). По-късно към тях се присъединяват и други новоизградени заводи като Завод за магнитни глави (Разлог), Завод за регистрационна техника (Самоков), Завод за магнитни прахове (Горна Оряховица), Завод за токозахранващи устройства (Харманли), завод „Мехатроника“ (Габрово). Въвежда се стегната система на вътрешна организация с цел едросерийно производство на изделията от единната система ЕС
За производство на градивни елементи още през 1965 г. по френска технология е построен Завод за микро-елементи в Ботевград (по-късно Научно-производствен комбинат за полупроводникова техника) за производство на германиеви диоди и транзистори. Той става основен производител на български германиеви транзистори, влагани отначало в производството на калкулатори, а в средата на 70-те преминава към силициеви транзистори. През 80-те технологията преминава към ИС и тук се изработват схеми „УНИМОС“ с малка и средна степен на интеграция, създадени в ИМЕ и съдържащи стандартен набор от броячи, тригери и логически елементи. По-късно се преминава и към микропроцесори.
С усвояването на персоналните компютри от 1982 г. нататък производството им се концентрира в Приборостроителния завод в Правец, прераснал по-късно в Комбинат по микропроцесорна техника (КМТ Правец). Планираният му капацитет е до 100 000 компютъра годишно, но той никога не е достигнат. Завод „Аналитик“ в Михайловград (днес Монтана) произвежда мониторите, завод „Електроника“ в София се специализира в производството на захранващи блокове, а Приборостроителен комбинат Петрич произвежда матрични принтери. За да увеличи производството, КМТ Правец започва да купува готови модули от Сингапур, Тайван и Южна Корея срещу долари (конвертируема валута), да ги монтира в кутиите на компютрите и да продава след това в СССР за рубли (неконвертируема валута).

### Институти
Централният институт по изчислителна техника, основан през март 1966 г., играе основна роля в усвояването на ЗИТ-151 и разработката на всички изделия от единната система ЕС.
С развойната дейност в областта на авангардната планарна технология се заема Институтът по микроелектроника (ИМЕ), основан през април 1967.
През 1978 г. е създаден Институт по техническа кибернетика и роботика (ИТКР).
През 1982 – 1983 г. по решение на Междуправителствената комисия се образува Единен координационен съвет между академиите на социалистическите страни за нови поколения компютърни системи, устройства за тях, базово и приложно програмно осигуряване. В България се създава Координационен център по информатика и изчислителна техника (КЦИИТ) (1985) (по-късно Институт по паралелна обработка на информацията.
В началото на 1987 г. е създаден Институт по микропроцесорна техника (ИМПТ) към КМТ-Правец за проектиране на компютри.
При реорганизацията през 1987 г. повечето от изследователските и конструкторските дейности продължават да се извършват в ЦИИТ, ИМПТ, ИМЕ, ИТКР и др. Поддръжката на системния софтуер се осигурява от различни организации, включително от Българо-съветския институт „Интерпрограма“.
Общо към 1989 г. за развитието на електронната промишленост работят 20 научноизследователски, проекто-конструкторски и технологични института.

### Стопански обединения

#### ДСО „Изот“
ДСО „Изчислителна и организационна техника“ (Изот) е основано на 15 март 1967 г. Първоначално включва ЦИИТ и „Оргтехника“. По-късно в същата система се включват завод „Електроника“, ЗИТ, както и нови заводи. В началото на 70-те години Изот се обединява с ДСО „Приборостроене и автоматизация“. Към 1977 г. ДСО Изот вече включва 17 завода, 12 от които са новоизградени.
ДСО Изот разработва и произвежда в синхрон с другите страни от СИВ „голямата изчислителна техника“ от Единната система ЕИМ, електронни калкулатори, пишещи машини и офис техника, периферни устройства и носители на данни, комплектни системи. 
Към Изот са създадени и спомагателни предприятия за обхващане на съпътстващите дейности по реализацията и обслужването и така до голяма степен обединението имитира западна корпорация:
- външнотърговска ВТО „Изотимпекс“ (1978).
- пласментно снабдително-предприятие „Изотпласмент“ (1978).
- сервизна организация „Изотсервиз“
- „Системизот" за проектиране на системи

Навлизането на персоналните компютри в началото на 80-те обаче измества фокуса на производството към тях и дейността на Изот е прекратена от 31.12.1986 г., а заводите от системата му преминават към новите стопански обединения, част от Асоциация „Електроника“.

#### ДСО „Електронни елементи“
ДСО „Електронни елементи“ Ботевград е създадено (1 ноември 1969 г.) чрез отделяне на група предприятия от ДСО „Респром“ с цел собствено производство на пасивни и активни електронни елементи. Основният му предмет на дейност е „научноизследователски, проекто-конструкторски и технологични разработки и производство на електронни и микроелектронни елементи и интегрални схеми“. Номенклатурата включва полупроводникови прибори, кондензатори, резистори, пиезоелементи, феромагнити, електровакуумни прибори, осветителна техника, батерии, галванични елементи и електроизпълнителни механизми .
През 1978 то е преобразувано в ДСО „Електроматериали и градивни елементи“ със седалище вече в София. В неговия състав са включени 11 предприятия и 2 комбината – комбинат „Светлина“ в Сливен и Научно-производствен комбинат за полупроводникова техника Ботевград. Последният през 1987 г. е преобразуван в Стопанско обединение „Микроелектроника“. Неговата производствена номенклатура включва силициеви диоди и транзистори, TTL ИС, ИС от типа МОС ИС, статични и динамични оперативни ЗУ, интегрални схеми за електронни калкулатори, 8-битови универсални микропроцесори с памет 64 KB и др. Развива се производството на аналогови ИС – операционни усилватели, компаратори или стабилизатори на напрежение. Усвоено е производството на дискретни полупроводникови прибори – диоди за работа с напрежения до 1200 V и ток до 25 А. Внедрена е и технология за производство на дискретни силициеви планарно-епитаксиални транзистори за честоти до 300 MHz и разсейвана мощност до 60 W и др.

#### Микропроцесорни системи Правец
Първата по-голяма серия от персонални компютри Правец-82 е произведена през 1983 от Приборостроителния завод в Правец (от 1985 – Научно-производствен комбинат за микропроцесорна техника) и това поставя начало на нов етап в производството на компютри в България. Той не е директно продължение на дейността на Изот, а отговор на новата тенденция да се предостави компютър на обикновения потребител. През 1985 г. са произведени вече 15 000 компютъра Правец 8М с нов дизайн. През същата година са произведени и първите 500 броя Правец 16.
През 1987 г. комбинатът прераства в СО „Микропроцесорни системи“ – Правец, със задача производство на персонални и професионални микрокомпютри и основни електронни устройства и възли за тях. Обособени са Завод за печатни платки, Завод за микрокомпютри и системи, Завод за механична комплектация и Софтуерна къща. Цикълът за производство на компютърните системи е практически затворен. Мониторите се произвеждат в Михайловград, а матричните принтери в Петрич.

### Асоциация „Електроника“
След 1985 г. моделът на управление на икономиката се променя и ДСО са заменени от стопански обединения (СО). През март 1986 г. ръководството на промишлеността се поема от отраслови асоциации, подчинени на Стопанския съвет към Министерския съвет, но това трае само една година.
През януари 1987 г. е образувана асоциация „Електроника“ (АЕ) със седалище в София с функции „контрол и координация на националните програми по електроника, електронизация и автоматизация на производствените процеси, както и кибернетизация на производството и управлението“. В АЕ са включени:
- СО „Микроелектроника“ – Ботевград, създадено на базата на Комбинат „Микроелектроника“;
- СО „Микропроцесорни системи“ – Правец, създадено на базата на Комбината за микропроцесорна техника;
- СО „Дискови запаметяващи устройства“ – Стара Загора, създадено на базата на Комбинат за дискови запаметяващи устройства и магнитни носители;
- СО „Периферна техника“ – Пловдив, създадено на базата на „Комбинат ИЗОТ“ – електронна техника и лентови запаметяващи устройства;
- СО „Материали и градивни елементи за електрониката“ – София, създадено на базата на ДСО „Електроматериали и градивни елементи“;
- СО „Програмни продукти и системи“ – София;
- СО „Комплексна автоматизация на технологичните процеси“ – София. Включва машиностроителните заводи и институти на СО „Металообработващи машини и роботи“ (бивше ДСО ЗММ), комбинат Технотроника (бивш завод „Електра“ – София) с производствените мощности и създаденият институт Технотроника за производство на цифрови програмни устройства (ЦПУ), вграждани за управление на високопроизводителни металорежещи машини и роботи, Технологичния център ЦНИКА и др.[25]

АЕ е закрита на 1 януари 1990 година, а държавните предприятия са определени за приватизация.

## Копиране и обратно инженерство
Много голяма част от изделията на българската изчислителна техника са копирани. Политиката на копиране в производството на компютри се определя на държавно ниво и е обусловена от три фактора:
- държавния монопол върху интелектуалния продукт,
- ограниченията на COCOM,
- специализацията в СИВ и в частност въвеждането на Единната Система при производството на компютри,

а те на свой ред са резултат от международната политическа и икономическа конюнктура и наложената политическа и икономическа доктрина.

### Държавен монопол върху интелектуалния продукт
Въвеждането на държавен монопол върху интелектуалната собственост е отражение на политическата и икономическа доктрина, наложена в страната след 9 септември 1944 г. Производството на компютри е високотехнологичен отрасъл, в който по света се прилагат всички инструменти за защита на интелектуалния продукт, сред които са законът за авторското право, който защитава външния вид (формата) на интелектуалния продукт, и патентният закон, който защитава съдържанието му.
По силата на Ньойския договор България ратифицира Бернската конвенция за авторското право от 1886 г. и приема закон за патентите и изобретенията и закон за авторското право през 1921 г. Тези закони защитават частния монопол върху интелектуалната собственост. През 1944 г. двата закона са отменени и тази правна материя се регулира с укази. През 1951 г. се приема Закон за авторско право, който е българското приложение на принципите на Бернската конвенция (1886), т.е. авторските права не са на териториален принцип и са валидни за всички държави, ратифицирали Бернската конвенция. Този закон остава в сила до 1993 г., но той не защитава програмните продукти.
Първата стъпка за защита на програмни продукти е направена пред 1974 г. в САЩ с учредяване на специална комисия по новите технологични приложения (на английски: Commission on New Technological Uses, CONTU). Заключенията на CONTU са, че програмните продукти подлежат на авторска защита като обект на творчество по начин, подобен на защитата на литературни произведения. През 1980 г. САЩ добавят дефиниция на компютърна програма в своята конституция и дават възможност компютърните програми да бъдат защитавани. Приложен към компютърната техника, законът защитава външния вид на компютъра и неговите модули, опроводяването на платките (PCB artwork), базите данни и програмите като последователност от инструкции и в частност съдържанието на програмите като последователност от байтове.
През 1950 г. в България е приет Указ за изобретенията, техническите усъвършенствания и рационализаторските предложения. Обектите на регулиране са: изобретения; крупни технически усъвършенствания; технически усъвършенствания; рационализаторски предложения. Въвежда се понятието авторско свидетелство за изобретение, според което макар и да се признава авторството, то се свързва неразривно с осъществяването на стопанска дейност (изобретателите придобиват право на възнаграждение, ако техническото постижение е използвано и това е установено), а тъй като средствата за производство са държавна собственост, на практика го одържавява. Авторското свидетелство премахва частния монопол върху интелектуалния продукт, който патентът защитава. Докато притежаването на патент е ограничение, което стимулира конкуренцията, авторското свидетелство прави интелектуалния продукт общодостъпен, признава изключителното право на държавата да използва произведението и всъщност премахва стимула и конкуренцията за създаване на интелектуален продукт.  През 1961 г. се приема Закона за откритията, изобретенията и рационализаторските предложения, с който се забранява търговията с интелектуални права, обезсмисля се съществуването на патентен съд и на практика се узаконява копирането (всеки може да използва дадено изобретение безплатно). Основните постановки на закона се запазват до 1993 г. Приложен към компютърната техника, този закон защитава начина на функциониране на компютърната система и нейните модули като държавна интелектуална собственост.
Юридически погледнато, копирането има два аспекта – „новост“ (на английски: novelty) т.е. устройството като цяло не е описано в друг документ (патент), и „очевидност“ (на английски: obviousness), т.е. устройството не съдържа блокове (структури), вече описани поотделно в други документи (патенти). Функционалната съвместимост е също копиране, което попада под удар за липса на „новост“ и съществуваща „очевидност“. Копирането на софтуер като част от функционалната съвместимост е урегулирано през 1984 г. с въвеждането на принципа за „съвместимост без копиране“ (на английски: compatibility without copying) в резултат на делата Apple срещу Flanklin Computers (1982) и IBM срещу Compaq (1984). Принципът на съвместимост без копиране се основава на метода за „проектиране в чиста стая“ (на английски: clean room design), известен още като „Chinese Wall“. Ето защо по смисъла на липсата на „новост“ и „очевидност“ едно функционално съвместимо устройство може да се счита за копирано и без прототип, ако нарушава авторски права и/или патентни права. Пример за това е делото между Apple и Samsung по повод на функцията за отключване с приплъзване на английски: slide-to-unlock в мобилните телефони.

### Ограничения на COCOM
Развитието на промишлеността в България е свързано с трансфер на технологии от чужбина. В епохата на Студената война, когато светът е разделен на Източен и Западен блок, противопоставянето между тях пречи на България да закупува апаратура, лицензи и нови технологии от Запад поради наличието на ембарго – списъци със „стратегически“ стоки и технологии, забранени за износ в страните от Източния блок. Те са съставени от COCOM (на английски: Coordinating Committee for Multilateral Export Controls), основан в края на 1949 г. с цел ограничаване на риска от промишлен шпионаж от страна на СССР. С това се цели технологична защита, която да даде икономическо, военно и политическо предимство на западните страни. Като страна-член на СИВ, България попада в списъците на COCOM от самото начало.
От друга страна, в Източния блок приоритет има аргументът за „независимост в случай на война“ и се насърчава използването на местни градивни елементи вместо произведени от западни компании. Например за продажба на изделие в СССР се изисква не повече от 4% от компонентите му да са западно производство; вместо тях трябва да се използват руски еквиваленти, а ако няма – схемата трябва да се преработи така, че да съдържа само руски елементи . Втората причина за предпочитането на местното производство е икономическа – за да се намалят валутните разходи при серийно производство. Изхожда се от презумпцията, че в случай на дискретни елементи и при запазени схемни решения, структура на хардуера, интерфейсен обмен и спазена технология на производство и контрол качеството ще се запази. Към 1980-те практиката на подмяна на западните елементи със социалистически (обикновено руски) придобива популярност като практика на „побългаряване“.
Поради значителната изостаналост на страните от социалистическия лагер в областта на високите технологии единственият начин за успешно производство е купуване на лиценз. Според Йордан Младенов през 1960-те години са сключени лицензни договори за радиочасти, кондензатори, металослойни резистори , по лиценз на Сименс се произвеждат автоматични телефонни централи (АТЦ С29 от 1929 г.). Първите български германиеви диоди и транзистори са изработени по френски лиценз, а ЗИТ-151 и първите ЗУ – по японски. Почти всички авангардни технологии и продукти на западни фирми са включени в списъците на COCOM и продажбата на лицензи за тях или на готови изделия е забранена, като нарушаването на забраната води до икономически санкции за продавача. Пример в това отношение е скандалът Toshiba-Kongsberg от 1987 г., свързан с продажба на машини с ЦПУ за прецизно фрезоване в СССР, които са използвани за производство на части за подводници. 
За да се преодолеят ограниченията, наложени от COCOM, през 1964 г. към Държавна сигурност е създадено Управление за научно-техническо разузнаване (УНТР), което на практика се занимава с промишлен шпионаж, като тайно закупува ембаргови образци, технологии и елементи. Разузнаването използва за прикритие българските външнотърговски организации и задграничните им дружества, а по-късно създава и свои фирми. Политиката на използване на тези средства за развитие на технологиите е одобрена от най-високо ниво Например в началото на 80-те години ДЗУ започва производството на нови ЗУМД 317 МВ/635 МВ – така наречен тип „Уинчестър“, а от разкрити документи от Комисията по досиетата става ясна ролята на УНТР, Първо главно управление на ДС и ВТД „Инко“ в този напредък.

### Единната Система
През 1969 г. е приета Единната Система (ЕС), която определя рамката за развитие на отрасъла и насоките за съвместимост – IBM съвместимост и DEC съвместимост. Устройствата извън тази рамка нямат бъдеще за пазарна реализация и тяхното производство е спряно (например ЗИТ 151 е спрян през 1971). Копирането на готови изделия се поощрява като практика, която не нарушава законите за интелектуална собственост в рамките на СИВ, спестява време и средства за изследователска и развойна дейност и улеснява планирането. Има свидетелства, че тази политика е разпоредена на държавно ниво. Тази политика се оправдава със следните аргументи: 1) патентните права са териториални; 2) СИВ е затворена икономическа система с незначителен стокообмен със западните страни; 3) броят на защитените западни патенти в източните страни, както и обратно, е много малък 4) когато не се търгува на общ пазар, патентните права нямат значение и 5) до 1980 г. програмните продукти не са изрично защитени.
В края на 1970-те и началото на 1980-те започва да си пробива път идеята, че е по-добре да се копира напълно. В този период водеща компютърна компания в света е IBM и нейните машини и софтуер (в частност операционната система DOS/360) се ползват навсякъде. По размер и предназначение те са: големи машини, мини машини и микро машини. Съвременници свидетелстват, че България купува машина на IBM, инженерите от ЦИИТ я разглобяват и правят нейно подобие с електронни елементи социалистическо производство, но с логически схеми и софтуер на IBM. Продуктът се нарича с евфемизма аналог. Особеното в българския подход е, че цялата изследователска и развойна дейност започва да се свежда до копиране, за да може „бързо да настигнем западните фирми“. На таен пленум на ЦК на БКП Тодор Живков съобщава, че 57% от приложния научен продукт в българската икономика е зависим от УНТР на ДС, при което икономическият ефект от работата на УНТР на ДС за периода 1981 – 1985 г. се изчислява в размер на 580 милиона долара годишно. При изброяване на българските изделия, разработени от ИМЕ (Институт по Микроелектроника), 80% от устройствата са с аналог т.е. копирани. При копирането на някои продукти се стига дори до купуване на крадена фирмена документация, какъвто е случая с копирането на ИЗОТ 1056С. Документи за копирането липсват, защото архивите на предприятията са унищожени, но има косвени доказателства, а в случая с компютрите Правец и преки. Инженерните кадри, работили в институтите по това време, просто нямат избор и не могат да бъдат обвинявани за практиката на копиране, защото държавата-работодател им плаща за това.
В мемоарите си български административни ръководители от стопанската и научна сфера от периода демонстрират пълно неразбиране на проблема с копирането. Според Боянов не може да се говори за копиране в случаите, когато липсват прототипи и оригинални градивни елементи (ембаргови) и само от 3 до 5% от влаганите детайли са западно производство и по-правилно било да се каже, че са се търсели български аналози на определени изделия. В резултат параметрите на българските аналози понякога се оказвали дори по-добри, като за пример дава Изот 1036C. Примерът е неподходящ, защото архитектурата на Изот 1036C и особено модификацията му не представляват аналог, въпреки че са съвместими с ІВМ РС.

#### Изот
Според съвременници в системата на ИЗОТ е имало задължителна проверка за патентна чистота, но тя по правило е била игнорирана. Примерите за това са почти всички модели на ИЗОТ. Например ИЗОТ 1054С е копирана от VAX 11/730, ИЗОТ 1055С – от VAX 11/750, ИЗОТ 1037С – от IBM PC/XT като схеми и софтуер, голямата машина 4-то поколение EC 1037 – от M80/42, производство на Magnuson Computer Systems (Швеция). M80/42 е напълно съвместима с IBM 4341 .
При проектиране на българските твърди дискове в ДЗУ са копирани устройства на IBM, Control Data и Memorex.

#### Правец
Разработката и производството на компютрите „Правец“ илюстрират най-добре практиката на копиране и обратно инженерство. В ИТКР са копирани компютрите на Apple – ИМКО-1 е разработен по модел на Apple II. Това не е прецедент – компютрите на Apple са били копирани и от западни компании
Правец 16 е „точ в точ IBM PC/XT“ и полупроводниковите му елементи са почти изцяло вносни; използвани са и готови модули, произведени в азиатски страни.

#### Софтуер
Копират се не само устройства, но и програмни продукти, като съвместимостта им с прототипа е задължителна. Програмните продукти най-често са copyright защитени. Под тази защита попадат уравнения, алгоритми, програми. Програмистите изучават софтуера и извършват обратно инженерство – от машинния код получават инструкции на Асемблер и достигат до сорс кода. Тъй като този процес е изключително бавен (известен в средите на българските компютърни инженери като „великият байтизъм“), софтуерът на българските компютри е оригиналният софтуер със сменени съобщения на кирилица. По принцип, за да се избегне обвинение в нарушение на интелектуалната собственост, трябва програмата да се различава най-малко на 10% от оригиналния код. Това обаче е рисковано за съвместимостта с прототипа в бъдеще. Затова през 1984 г. Compaq използва метода clean room design, който се състои в създаването на нов, съвместим като функции софтуер, за да дефинира принципа на „съвместимост без копиране“.
След 1980 г. САЩ въвежда защита на авторските права и върху софтуер. Това направи политиката на копиране на програмни продукти много уязвима, защото авторските права върху компютърни програми са в сила докато фирмата съществува (или до смъртта на автора) плюс още 50 години (в някои страни до 70 години). Да вземем например DEC, една от фирмите, чиито продукти са копирани от ИЗОТ. DEC е купена през 1998 г. от Compaq, закупен на свой ред от Хюлет-Пакард (2002) и към декември 2015 правата се държат от HP Inc., така че защитата на авторските права върху програмните продукти на DEC е в сила. През 1990-те редица държави въведоха поправки в законите си за интелектуална собственост, които позволяват да бъдат патентовани алгоритми и програми. Ако продукт на дадена фирма нарушава авторски права, в условията на пазарна икономика тя рискува потенциални финансови искове за стотици милиони долари.

### Последици
Копирането е индустриално престъпление, което в условия на отворен пазар се преследва. Важно е да се направи ясна разлика между промишлен шпионаж и копиране. Копирането е резултат от промишлен шпионаж и по правило се избягва от фирмите, работещи в отворен пазар.
Последиците от практиката на копиране в България са политически, икономически и морални. Сред политическите са:
- унищожаване авторитета на предприятията като нелоялни партньори
- унищожаване на авторитета на България като страна, в която контрабандата е държавно толерирана. Прототипите на компютрите, проектирани и произвеждани не само в България, но и във всички страни на СИВ, са обект на забрана от COCOM и затова са внасяни през контрабандни канали от държавни външнотърговски предприятия[37]. Често те са изпълнявали поръчки за внос на ембаргови стоки и в други страни на СИВ, като в държавни документи (Решение на 148/31.06.1978 на Министерски Съвет) тази практика се нарича „скрита транзитна търговия“[45]. Пример за такава търговия са проектите „Монблан“ и „Нева“, за които са създадени фирми и смесени предприятия в капиталистически страни, които са под директен контрол на министрите на външно икономическите връзки Андрей Луканов и на вътрешните работи Димитър Стоянов[46].

Икономическите последици от копирането са:
- премахване на конкуренцията и ниско качество на продукцията (основните икономически принципи на СИВ са разпределение на производството и задоволяване на потребностите. Видовете и цената на изделията и обемите на производство се договарят на държавно ниво, конкуренция няма. Тези икономически принципи в отворен пазар се третират като договаряне на цени, нелоялна конкуренция и натиск върху клиентите – индустриални престъпления, които се преследват. Икономическите принципи на отворения пазар са свободно търсене и предлагане.
- пропуснати приходи от търговия със собствени интелектуални права (българските предприятия нямат интелектуални права върху своята продукция, държавният монопол премахва стимула за създаване на собствен интелектуален продукт),
- огромна потенциална задлъжнялост на българските предприятия в условия на отворен пазар поради нарушени интелектуални права на други фирми, особено за нарушени авторски права на чужди програмни продукти. При приватизация на фирмата новият собственик приема задълженията и носи отговорността за нарушените авторски и патентни права, извършени преди приватизацията.
- липса на дълбочина – електрониката като отрасъл няма дълбочина, копира се и се произвежда това, което може да достави контрабандата чрез УНТР. Пример е съдбата на ИЗОТ 1039С, който трябва да бъде копие на microVAX на DEC – не се намират крадени схеми на чиповете както в случая с ИЗОТ 1056С и проектът беше прекратен[40].) В България се копират и произвеждат само тези елементи, които се използват в копираните крайни изделия[39] и се разработва потребителски софтуер, но не и фърмуер, операционни системи, тестови системи, приложни програми, развойни системи (компилатори и транслатори за различни езици, емулатори за микропроцесорни системи и т.н.), системи за проектиране на интегрални схеми и печатни платки (до 1984 – 85 г. печатните платки се проектират на ръка с цветни моливи), механични конструкции и т.н. Тези типове програмни продукти, които са с български етикети на носителите, са обикновено оригиналните с подменени съобщения.[5]

Моралните последици на копирането, като системна практика, са:
- обезценяване на интелектуалния труд (по закон всеки може да използва интелектуалния продукт безплатно);
- премахване на конкуренцията и стимулите за интелектуален труд (стимулите за авторите на изобретения бяха символични); което доведе до унищожаване на творческата инициатива, ентусиазма и таланта на няколко поколения технически кадри;
- създаване на производствена култура, несъвместима с пазарните отношения – добра илюстрация на тази производствена култура може да се намери в [47], където се обяснява как „Стопанските ръководители, директорите на отделните заводи със своите екипи, както и институтите, които разработваха изделията и респективно технологиите за тяхното производство, бяха на изключително професионално ниво.“, но е „много трудно ... да се направи изделие, напълно отговарящо на западните изделия и техните характеристики, включително на външен вид, конструктивно и т.н.“, защото „само от 3 до 5 % от влаганите детайли можеха да бъдат западно производство“ (това изискване на СССР важи до началото на 80-те години), докато „в условията на пазарна икономика това копиране е далеч по-лесно, тъй като всяка компания или търговска организация може да купи всички елементи, детайли, компоненти за дадено изделие, да купи самото изделие и да го разработи едно към едно.“ Единственото, което много удобно се премълчава, е че при пазарна икономика тази практика се преследва от закона и примерите за това са безкрайни [48], както и че в повечето случаи става въпрос за лицензно производство и нарушени лицензни клаузи в съответствие с анти-монополния закон на САЩ, особено в областта на елементната база[49].

Като се прибавят към споменатите фактори предназначението на българската продукция за продажба в ограничен брой страни членки на СИВ (предимно в СССР) и разпадането на СИВ като икономически съюз става очевидно, че продукцията на българските предприятия за компютърна техника не е конкурентна в условията на отворени пазари. Единственото бъдеще пред такива предприятия е закриване с унищожаване на цялата документация и продукция. Затова инвестиции в българската електроника и компютърна техника не се правят и всичко е унищожено.
След настъпилите през 1989 година промени в обществото става широко разпространено разбирането „Защо да го произвеждаме, като можем да си го внесем.“ Институтите започват да съкращават инженерни кадри. В голямото си болшинство се създават фирми за търговия (включително внос на компютри втора употреба). Хората с идеи не получават подкрепа и много от инженерните кадри напускат страната.

## Апогей и залез
Производството на персонални компютри се стабилизира след средата на 80-те, като България започва да изнася голяма част от продукцията си за страните от СИВ и по-специално СССР. Най-големият достигнат връх е в края на 80-те години на XX век, когато България произвежда 40% от компютрите, използвани в страните от Източния блок (60 000 компютъра годишно). По това време в производството на електроника в страната са ангажирани над 300 000 работници и общата произвеждана продукция е на стойност 13,3 милиарда долара годишно (8 милиарда рубли). Благодарение на това България се нарежда на трето място в света по производство и използване на електронни устройства на глава от населението.
През 1986 – 7 г. в сектора настъпва криза, защото става все по-ясна степента на технологично изоставане на Източния блок и критичната зависимост на производството от вноса на суровини и технологично производствено оборудване, за които е необходима конвертируема валута. Според Иван Тенев, който оглавява Асоциация Електроника, за да се изпълни плана през 1988 г., трябва да се решат няколко проблема: 1) осигуряване на суровини и материали; 2) осигуряване на кооперирани доставки от другите стопански комплекси (химия и металургия) и 3) решаване на технологични и мощностни проблеми. Според Иван Попов кризата се дължи на намаляване на поръчките от СССР; намаляване на доставките на материали и суровини от СССР и социалистическите страни; ниско качество на производството; хроничен недостиг на валута за доставка на материали и пропуснати възможности за коопериране със западни фирми. Тази криза предхожда непосредствено пълния крах на електрониката веднага след 1989.
За намаляване на производството говорят следните цифри :
| Наименование                                                       | 1989    | 1990    | до юни 1991 |
| ------------------------------------------------------------------ | ------- | ------- | ----------- |
| Компютри серии ЕС ЕИМ и СМ ЕИМ                                     | 80      | 58      | -           |
| Микрокалкулатори                                                   | 32 806  | 32 346  | 20          |
| Устройства запомнящи външни на магнитни ленти за ЕС ЕИМ и СМ ЕИМ   | 57 637  | 13 972  | 1486        |
| Устройства запомнящи външни на магнитни дискове за ЕС ЕИМ и СМ ЕИМ | 169 740 | 197 074 | 106 934     |
| Устройства за подготовка на данни                                  | 5878    | 1798    | -           |
| Устройства за телеобработка на информация                          | 57 586  | –       | -           |

С промяната на икономическия модел при прехода към пазарна икономика става ясно, че българската икономика не е годна да работи в условията на отворен пазар. Станалото след 1989 г. надхвърля и най-черните прогнози. Икономиката се оказва куха, без съдържание. Заводите на българската електроника и изчислителна техника, някои от които съвсем нови, се превръщат в куп старо желязо, защото липсват инвестиции и продукция, годна за отворени пазари. Ниската производителност на труда и ниското качество на продукцията са обществена тайна. Според Веселин Никифоров докато има внос, електрониката живее и дава огромни доходи, включително валутни. С промяна на ситуацията – изчезване на гарантираните пазари и спиране на вноса – тя колабира.
След 1991 г. обемът на производство на изчислителната техника в България започва бързо да намалява. Общият брой заети в сектора намалява от 120 000 до 30 000. След разпадането на държавния производствен сектор са основани голям брой частни български компании, но те се занимават главно с търговия или сглобяване на машини от вносни модули.

## Цитирана литература
- Боянов, Кирил. Кратки сведения за развитието на изчислителната техника в България.   Годишник на секция „Информатика“, Том 7, Съюз на учените в България, 2014. с. 23. Посетен на 15 ноември 2017. Архив на оригинала от 2017-11-16 в Wayback Machine.
- Димитрова, Милена. Златните десетилетия на българската електроника.   София, Труд, 2008. ISBN 9789545288456.
- Младенов, Йордан и др. Панорама на електронната промишленост на България, Факти и документи.   София, 2003. Архив на оригинала от 2016-03-04 в Wayback Machine.
- Кандиларов, Евгений. Електрониката в икономическата политика на България през 60-те – 80-те години на ХХ век.   2004. Посетен на 29 октомври 2015. Архив на оригинала от 2015-11-23 в Wayback Machine.
- Сребрев, Сребрьо. История на създаването на българските миникомпютри и системите с тях.   София, 1996. Архив на оригинала от 2015-04-02 в Wayback Machine.
- Христов, Христо. Тайните фалити на комунизма.   София, Сиела, 2007. ISBN 9789542801627. с. 376.